# Престиж (роман)
«Прести́ж» (англ. The Prestige) — мистический роман британского писателя Кристофера Приста. Вдохновлён соперничеством между американским и китайским иллюзионистами Уильямом Робинсоном с Цзинь Линфу, его китайским двойником. Роман является одним из самых популярных произведений писателя. Издан в Великобритании в 1995 году. В России роман переведён Еленой Петровой и выпущен издательством «Эксмо» в 2004 году в книжной серии «Магический реализм» (повторный тираж в серии «Игра в классику»)

## Сюжет
События прошлого раскрываются через дневники фокусников Руперта Энджера и Альфреда Бордена. В наши дни эти записи читают их потомки: Кейт Энджер и Эндрю Уэсли (рождён под именем Николас Борден), который всю жизнь ощущал телепатическую связь со своим близнецом, но никогда не видел его. Основной сюжет базируется на вражде между начинающими фокусниками, которая началась после того, как Борден сорвал фальшивый спиритический сеанс, проводимый Энджером и его женой. До этого они провели один сеанс для одного из родственников Бордена, что разозлило его, потому что всё представлялось как реальность, хотя на самом дело это было иллюзией. Во время драки, Борден толкает беременную жену Энджера на пол, после чего она теряет ребёнка. Между мужчинами начинается обоюдная многолетняя вражда, после того, как они стали всемирно известными фокусниками.
Борден разрабатывает трюк с телепортацией под названием «Транспортация человека» и улучшенную «Новую транспортацию человека», во время которой он перемещается из одного закрытого ящика в другой в мгновение ока без какого-либо появления в пространстве между ними на сцене. Зрителям кажется, что трюк бросает вызов всем законам физики. Однако вскоре выясняется, что Альфред Борден на самом деле не один человек, а два: абсолютно одинаковые братья-близнецы Альберт и Фредерик, которые тайно делили личность Альфреда Бордена, чтобы обеспечить их профессиональный успех с «Новой транспортацией человека». Энджер подозревает, что Борден использует двойника, но отвергает эту идею в связи с её чрезмерной простотой.
Энджер отчаянно пытается сравняться с успехами Бордена. С помощью знаменитого физика Николы Теслы, Энджер разрабатывает представление под названием «Яркий миг», которое создаёт похожий результат, но совершенно другим методом. Устройство Теслы телепортирует объект из одного места в другое путём создания дубликата в месте назначения, оставляя оригинальный объект, который мгновенно умирает, на месте. Энджер вынужден найти способ сокрытия оригинала, чтобы сохранить иллюзию. Он горько называет эти «оболочки» «престижами» и переносит их в свой фамильный склеп.
Новое представление Энджера становится таким же успешным, как и у Бордена. В ответ Борден пытается выяснить, как исполняется «Яркий миг». Во время одного из выступлений он хитростью попадает за кулисы, и выключает устройство Энджера. В итоге телепортация получается неполной, и оба, дубликат и «престиж» Энджера, выживают, но оригинальный чувствует себя всё слабее, в то время как дубликат испытывает недостаток физической материи в своём теле. Оригинальный Энджер фальсифицирует свою собственную смерть, чтобы покончить с карьерой фокусника и, не афишируя, вернуться со своей семьёй в своё фамильное поместье «Колдлоу-хаус». Находясь там, он становится смертельно больным.
Дубликат Энджера, отчуждённый от мира своей призрачной формой, раскрывает секрет Бордена. Он нападет на одного из близнецов между выступлениями. Однако Борден отрицает наличие у него брата-близнеца: он настолько сроднился с ним, что считает себя с братом одним человеком, и искренне не понимает, о чём его спрашивает Энджер. Энджер из-за своего чувства морали не даёт нападению перерасти в убийство. Через несколько дней Борден всё равно умирает от сердечного приступа, и «бестелесный» Энджер приезжает на встречу с «телесным» Энджером, который теперь живёт как 14-й граф Колдердейл. Они получают дневник Бордена и публикуют его, но не раскрывают главный секрет близнецов. Вскоре «телесный» Энджер умирает, и его призрачный клон использует устройство Теслы, чтобы телепортировать себя в тело умершего, надеясь, что это либо реанимирует его и он станет «целым», либо мгновенно его убьёт.
В последней главе, Николас Борден (который, как выяснилось из рассказа Кейт Энджер, и сам является порождением телепортационной машины), проверяя склеп, находит множество прекрасно сохранившихся копий Энджера, а затем и свой «оригинал», который умер в машине в раннем возрасте. Затем с ним начинает говорить какая-то призрачная форма Энджера, который дожил до этого времени. После этого, Энджер без каких-либо объяснений покидает своё пристанище, и уходит в неизвестном направлении.

## Название
Название романа объясняется в книге как финальная часть фокуса, которая производит эффект на зрителей, поражённых невозможным и необъяснимым. Однако в финале истории читатель узнаёт и ещё одно значение по-настоящему мистического свойства.[какое?]

## Награды и номинации
- 1995 — номинант на «Британскую премию фэнтези»
- 1996 — лауреат «премии Джеймса Тейта Блэка»
- 1996 — лауреат «Всемирной премии фэнтези»[1]
- 1997 — номинант на «Премию Артура Кларка»

## Экранизация
В октябре 2006 года на мировые экраны вышел одноимённый фильм режиссёра Кристофера Нолана, экранизация романа Приста. В главных ролях задействованы такие актёры как Скарлетт Йоханссон, Хью Джекман, Кристиан Бейл, Дэвид Боуи и Майкл Кейн.